# Tokány
A tokány borssal, gombával, füstölt szalonnával, tejföllel ízesített húsétel. A magyar konyha egyik legősibb húsételfélesége (angolul transylvanian pörkölt, románul tocană, ami '(lágyra főzött) pörköltféle' jelentésű). A tokány Erdély egyes vidékein, de főleg Máramarosban a puliszka elnevezése is.
A tokánynál a húst rostjaira merőlegesen 4–6 cm hosszú ceruzavastagságú csíkokra vágva készítik elő („tokányra vágás”), míg a pörköltnél és ragunál általában kockára vágják („ragura vágva”). A tokány abban különbözik alapvetően a pörkölttől, hogy a húst megpárolják és nem pirítanak hozzá vöröshagymát. Paprika helyett pedig az Európában sokkal régebb óta ismert borssal fűszerezik. Számtalan fűszer tette változatossá a régi konyha húsételeit, de a legegyszerűbb, az import miatt mégis becsben tartott bors, széles körben ismert volt a parasztságnál is. Az igazi tokány lelke a bors és a majoránna.
A pörkölthöz és a paprikáshoz hasonlóan a 19. századtól kezdődően kifinomult és a magyar konyha klasszikus ételévé vált. A tokány leve rövid, sűrű, nagyon tartalmas, és a borstól barna színű. Elkészíthető sertés-, marha-, vad- és baromfihúsból is.

## Története
A vékony, ujjnyi csíkokra vágott húsdarabok valószínűsíthetően a pusztákon vándorló magyarok ősi tartósító módszerének továbbélését jelzik, amikor a húst apró hosszúkás darabokra szeletelték és megszárították a napon, majd ételkészítésnél a húst, vízzel, különböző gabonalisztekkel és magokkal megfőzték. Magyarországon szárított húst kizárólag pásztorok készítettek és használtak. Borjú-, marha-, juhhúsból, olykor csikóból is készítették és az így tartósított húsból „pergeltet” főztek a saját levében, fedetlen bográcsban.
„S elővevén egy serpenyőt, telehányja az falatokra vágott kecskehússal és vershagymával s tokánymódra főzi vala A házba bémenvén, látá, hogy a házból lajtorja szolgál le a pincébe. Levive egy nagy fazakat, Kamarásinak minden borait felbontá, s a jobbikból megtölté a veres ükőt.” 
Az erdélyi ételeknek a 19. századi magyarországi elterjedésével, a gulyás, pörkölt és paprikás ételféleségeink mellé felsorakozott a tokány is. Az erdélyi tokány párolódik egy jó órán keresztül, amíg lesül a saját levében, majd mindig egy kevés vizet öntenek rá, hogy ne piruljon meg a hús, úgy, hogy ne főjön soha bő lében. Akkor van kész, amikor a hús piros lesz, zsírjáig lesül, de még nem ropog a hús. Vannak források, amelyek úgy tartják, hogy a tokányféle borsos húsételeink a török hódoltsági területekről Románián keresztül kerültek Erdélybe, majd onnan az Alföldre. Ilyen például a vetrece, amit már 16. századi források is említenek, mint egyfajta gulyás, illetve pörköltféle ételt. Mára a vetrece a tokány egy fajtája, egy Erdélyből származó savanyú étel, amit marhahúsból füstölt szalonna felhasználásával és tejföllel készítenek.
„A vásárcsarnokok vendéglőjében mindig híres konyha volt, mert frissiben kapta a vendéglős az élelmiszereket. Az új zöldség tavasszal és a kis malac a hideg időjárás beálltával itt jelentkezett először. De minden idénynek megvoltak a maga friss gyönyörűségei, amelyeket okos ember a vásárcsarnoki vendéglőben először üdvözölhetett. Ugyancsak a hajnali vásárnyitás miatt itt főztek először útonjáróknak való eledeleket, itt készült el leghamarább a pörkölt és a tokány, amelyet még az úgynevezett fehér terítékes részben is a saját bicskájukkal eszegettek a vendégek. Itt nem lehetett »rosszat« főzni, mert hiszen szakértő volt jóformán mindenki. A mészáros és hentes abból a húsból evett, amit ő adott el az imént a vendéglősnek, csak az elkészülés módján múlott az egész dolog. A kofák számon kérték kacsáikat, jércéiket, amelyeket hajnalban a vásárcsarnoki konyhára szállítottak. Pesti okos emberek tudták azt, hogy a vásárcsarnoki vendéglőben a legkitűnőbb minőségű élelmiszerekből főzik a mindennapi kosztot, ugyanezért beódalogtak.”
„Péter már újra felkiáltott: – Berbécstokány puliszkával! Ágnes, Ágnes kérem. Hallott már ilyet? Berbécstokány puliszkával.Kérem – kiabált a pincérekre, s meg sem várta a felesége válaszát: – mi van itt? Sátoros ünnep? Akkor én kénytelen leszek ide járni, ha maguk ilyen konyhát tartanak. Berbécstokány… Mi ez a berbécs? Juh?… Ez biztosan erdélyi neve; az a hosszú szőrű rackajuh lesz az… már a neve is remek: berbécs… és tokányt Ágnes, Ágnes szívem, ezt se szereti?… hát ez kétségbeejtő, no majd én megtanítom magát lassan arra, hogy mi a jó…”

## Tokányvariációk
A tokánynál elmaradhatatlan és a legfontosabb fűszerféle a bors, a paprika némely változatban előfordulhat, de szerepe alapvetően nem befolyásolja a tokány jellegét, mert akkor paprikássá válna. Azonban számtalan változatot produkál, ha előtérbe kerülnek egyéb fűszerek és segédanyagok, például a majoránna, a paradicsom, füstölt szalonna, kolbász, gomba vagy éppen a zöldborsó. Ha nincs letisztítva a vesepecsenye, a rajta lévő oldalhúsból készíthető a legjobb borsos tokány.
| - Bakonyi tokány - Borjútokány - Borsos tokány - Csikóstokány - Csülöktokány - Debreceni tokány - Erdélyi tokány - Gombás marhatokány - Gundel-tokány - Hentestokány - Heránytokány - Hét vezér tokány | - Majoránnás tokány - Malactokány - Marhatokány - Mátrai tokány - Mokány tokány - Sertéstokány - Temesvári tokány - Vadásztokány - Zöldborsós tokány - Zöldséges tokány |

A pörkölt, paprikás, tokány és ragu ételféleségek elnevezései néha egymás szinonimájaként fordulnak elő, néha az ételt jellemző alapanyag vonzza a nevet, néha pedig a név vonzza az étel alapanyagát és az ízesítését.